# CORTECUELLOS
CORTECUELLOS cortecuellos（コルテクエジョス）は、愛知県を中心に活動するブルータル、デスグラインドコアバンドである。

## メンバー
現メンバー
- TOYO - Vocalista（ボーカル）
- K MIYAKE - Guitarrista（ギター）
- AKI - Bateria（ドラム）
- NOBU - Bajo（エレクトリックベース）

## バイオグラフィ
2005年後期、ENFADOのギタリストとして活動中だったToyofumi Okada(Vo)がニュープロジェクトを発足。
Miyake(Gu)、Ippei Kodama(Ba)、Aki Nishihara(Dr)の3人が結集し、コルテクエジョスが誕生した。『音源が出るまでライブは一切やらない』というコンセプトの元、1stアルバムリリースに向けて2年間もの間地下でリハーサルを続ける。 
2007年12月に1st Album「VIOLENT ASSASSINZ」をJUKE BOXXX RECORDよりリリース。以降、デビューアルバムリリースツアーを全国で展開する。2008年、ベーシストのIppei Kodamaが脱退し、後任にNOBUが加入する。同時にメンバーの表記がそれぞれアルファベット大文字のTOYO、K MIYAKE、AKIと変更された。また、同年GRIND BASTARDSからのコンピレーションアルバム「GRIND BASTARDS #3」にて「DON'T CALL JAPANESE HARDCORE JAPCORE」を収録。

## ディスコグラフィ
1st Album「VIOLENT ASSASSINZ」　JUKE BOXXX RECORD
1. Suicidio
2. The Blood
3. Holocausto
4. B．c．t
5. Murder Victim
6. Starve To Death
7. Stab
8. Cold Blooded Killerz
9. Kanibal
10. Autocracia
11. Die In Silence
12. Motive Realize
13. God Spits On You
14. Fall In Battle
15. Abuse

JUKE BOXXX RECORD / JPN / CD / DQC27 / XAT-1245389621

## 出演
- DOLL MAGAZINE No.247 1stアルバムリリースインタビュー